# Neche
La ville américaine de Neche (en anglais [ˈnɪtʃiː]) est située dans le comté de Pembina, dans l’État du Dakota du Nord, aux États-Unis. Lors du recensement de 2010, sa population s’élevait à 371 habitants.

## Démographie
| Groupe            | Neche | Dakota du Nord | États-Unis |
| ----------------- | ----- | -------------- | ---------- |
| Blancs            | 95,4  | 90,0           | 72,4       |
| Métis             | 0,5   | 1,8            | 2,9        |
| Autres            | 0     | 8,2            | 24,7       |
| Total             | 100   | 100            | 100        |
|                   |       |                |            |
| Latino-Américains | 1,9   | 2,0            | 16,7       |

| 1890 | 1900 | 1910 | 1920 | 1930 | 1940 |
| ---- | ---- | ---- | ---- | ---- | ---- |
| 314  | 682  | 528  | 528  | 502  | 565  |

| 1950 | 1960 | 1970 | 1980 | 1990 | 2000 |
| ---- | ---- | ---- | ---- | ---- | ---- |
| 615  | 545  | 451  | 471  | 434  | 437  |

| 2010 | - | - | - | - | - |
| ---- | - | - | - | - | - |
| 371  | - | - | - | - | - |

Selon l'American Community Survey, pour la période 2011-2015, 98,25 % de la population âgée de plus de 5 ans déclare parler l'anglais à la maison et 1,75 % déclare parler l'espagnol.

## Source
- (en) Cet article est partiellement ou en totalité issu de l’article de Wikipédia en anglais intitulé « Neche, North Dakota » (voir la liste des auteurs).